# Álvaro Fernández Burriel
Álvaro Fernández Burriel (16 de agosto de 1879-Barcelona, 12 de agosto de 1936) fue un militar español.

## Biografía
Ingresó en la Academia de Caballería el 1 de julio de 1896.
Fue un militar español que hizo carrera en el cuerpo de caballería, participando en la guerra de Marruecos donde conoció a otros militares destacados de la época, tales como Mola, Franco, Sanjurjo, entre otros. Ascendió a general de brigada en agosto de 1932. Entre 1933 y 1936 fue comandante de la Base naval de Mahón, en Menorca.
En julio de 1936 estaba al mando de la 2.ª Brigada de Caballería, con sede en Barcelona.
Fernández Burriel tomó parte activa en la sublevación que dio origen a la guerra civil española liderando las tropas en Barcelona hasta la llegada de Manuel Goded desde Mallorca, bajo cuyas órdenes debía ponerse. Fue el propio Burriel quien dio instrucciones a su guarnición para salir a la calle el 19 de julio a las cinco de la mañana; arengó a las tropas esa misma madrugada al grito de «¡Viva una República mejor!». Goded llegaba a la Ciudad Condal al mediodía y tomaba el mando pero, después de la negativa del general Aranguren a sumar a la Guardia Civil a la rebelión, el golpe será definitivamente derrotado allí en apenas unas horas.
Con el fracaso del levantamiento en Barcelona, tanto Goded como Álvaro Fernández Burriel fueron detenidos en la tarde de ese día 19 y posteriormente llevados al barco prisión Uruguay. Tras un consejo de guerra, celebrado a bordo del Uruguay, fueron condenados a muerte y fusilados en la mañana del 12 de agosto de 1936 en el castillo de Montjuic.